# Acton, Québec
Acton är en sekundärkommun (municipalité régionale de comté) i den kanadensiska provinsen Québec. Den ligger i regionen Montérégie, i den sydöstra delen av landet, 240 km öster om huvudstaden Ottawa.
Huvudort är staden Acton Vale. 96 procent av befolkningen har franska som modersmål.
Acton består av åtta primärkommuner:
- Acton Vale, ville (stad)
- Béthanie, municipalité (kommun)
- Saint-Théodore-d'Acton, municipalité (kommun)
- Upton, municipalité (kommun)
- Saint-Nazaire-d'Acton, municipalité de paroisse (socken)
- Sainte-Christine, municipalité de paroisse (socken)
- Roxton, municipalité de canton (kanton)
- Roxton Falls, municipalité de village (bykommun)